# Meša Selimović
Mehmed "Meša" Selimović, född 26 april 1910 i Tuzla i dåvarande Österrike-Ungern (nuvarande Bosnien och Hercegovina), död 11 juli 1982 i Belgrad i dåvarande SFR Jugoslavien (nuvarande Serbien), var en jugoslavisk författare. Han anses vara en av de främsta författarna inom såväl den bosniska som den serbiska litteraturen. Hans mest kända verk är romanerna Dervischen och döden (1966) och Fästningen (1970). 

## Biografi och författarskap
Efter avslutad grundskole- och gymnasieutbildning i födelsestaden Tuzla, i nordöstra Bosnien och Hercegovina, studerade Mehmed "Meša" Selimović vid universitetet i Belgrad. Under senare delen av 1930-talet arbetade han som gymnasielärare i Tuzla. Under andra världskriget blev han medlem i kommunistiska partiet och deltog i kriget på de jugoslaviska partisanernas sida. Mellan 1947 och 1971 bodde han i Sarajevo, där han undervisade på universitetsnivå, samt arbetade inom förlagsvärlden, film och teater. Efter pensioneringen 1971 flyttade han till Belgrad, där han bodde fram till sin död 1982. Under sin livstid erhöll Selimović en rad olika litterära utmärkelser i f.d. Jugoslavien.
Selimovićs tidiga verk rönte enbart begränsad uppmärksamhet. Romanen Dervischen och döden (Derviš i smrt, 1966) blev dock omedelbart ansett för mästerverk. Romanen utspelar sig i Bosnien under den turkiska tiden. Berättarjaget, Ahmed Nurudin, vars namn betyder trons ljus, är en schejk inom dervischorden, en muslimsk mystisk rörelse. När berättelsen börjar är Nurudin fyrtio år gammal och han känner sig inte längre bekväm med sitt namn. Under romanens gång blir berättarjaget allt mer indraget i det politiska maktspelet i staden, och han tvingas till handling. Skälet till romanens popularitet har beskrivits som en "magnetisk kombination av existentiellt drama och berusande resignation, som kännetecknar den islamisk-orientaliska miljön".
Ahmeds reflektioner om den mänskliga naturen och den bosniska egenarten uppvisar en psykologisk briljans, förenad med stilistisk elegans. 
Selimovićs andra stora verk, Fästningen (Tvrđava, 1970) påminner delvis om Dervischen och döden. Stämningen är dock betydligt ljusare. För huvudpersonen i denna bok, Ahmed Šabo, blir kärleken till en kvinna ett sätt att hitta glädjen och meningen i tillvaron. Detta kan kontrasteras mot Ahmed Nurudins ständiga ensamhet och oförmåga att knyta an till sin omgivning. "Huvudpersonen, Ahmed Šabo, vill hitta en bro till andra människor, han vill komma ut ur fästningen, ty han vet – hatet skiljer och förintar oss; bara kärlek kan bevara oss, eller åtminstone tron, att något slags förståelse mellan individen och gemenskapen är möjlig. Ledd av denna tro, förblir Ahmed godlynt och moraliskt ren."
Meša Selimovićs författarskap brukar nämnas i samma andetag som Ivo Andrićs – de anses för Bosnien och Hercegovinas främsta berättare. Vidare har Selimovićs prosa jämförts med Dostojevskijs och Kafkas. Han fortsätter traditionen från den moderna europeiska romanens existentiella och psykologiska djupborrande, förenar den med historisk reflektion, och förmår uttrycka det allmänna i termer av det lokala, bosniska. Hans blick för det egna är varm och förstående, men också kritisk: sällan har den bosniska självbilden haft en så kärleksfull och vältalig uttolkare som i Selimović. Utmärkande för hans stil är kontemplationen; hans hjältar är alltid betraktare och skildrare, också när de tvingas till interaktion med världen.

### Skrifter översatta till svenska
- Selimović, Meša, Dervischen och döden: en roman från Bosnien, övers. Adolf Dahl (Uppsala: Dahl, 1998)
- Selimović, Meša, Ön, övers. Đorđe Žarković (Mariefred: Gavrilo, 1998)
- Selimović, Meša, Fästningen, övers. Đorđe Žarković (Mariefred: Gavrilo, 1996)

### Skrifter på originalspråk
- Uvrijeđeni čovjek, 1947
- Prva četa, 1950
- Tuđa zemlja, 1957
- Noć i jutra, (scenario) 1958
- Tišine, 1961
- Magla i mjesečina, 1965
- Eseji i ogledi, 1966
- Derviš i smrt. Svjetlost. Sarajevo, 1966
- Za i protiv Vuka, 1967
- Pisci, mišljenja, razgovori, 1970
- Tvrđava, 1970
- Djevojka crvene kose, 1970
- Sabrana djela, I-VII, 1970
- Ostrvo, 1974
- Sjećanja, 1976
- Krug, 1983